# 할렉의 사나이들

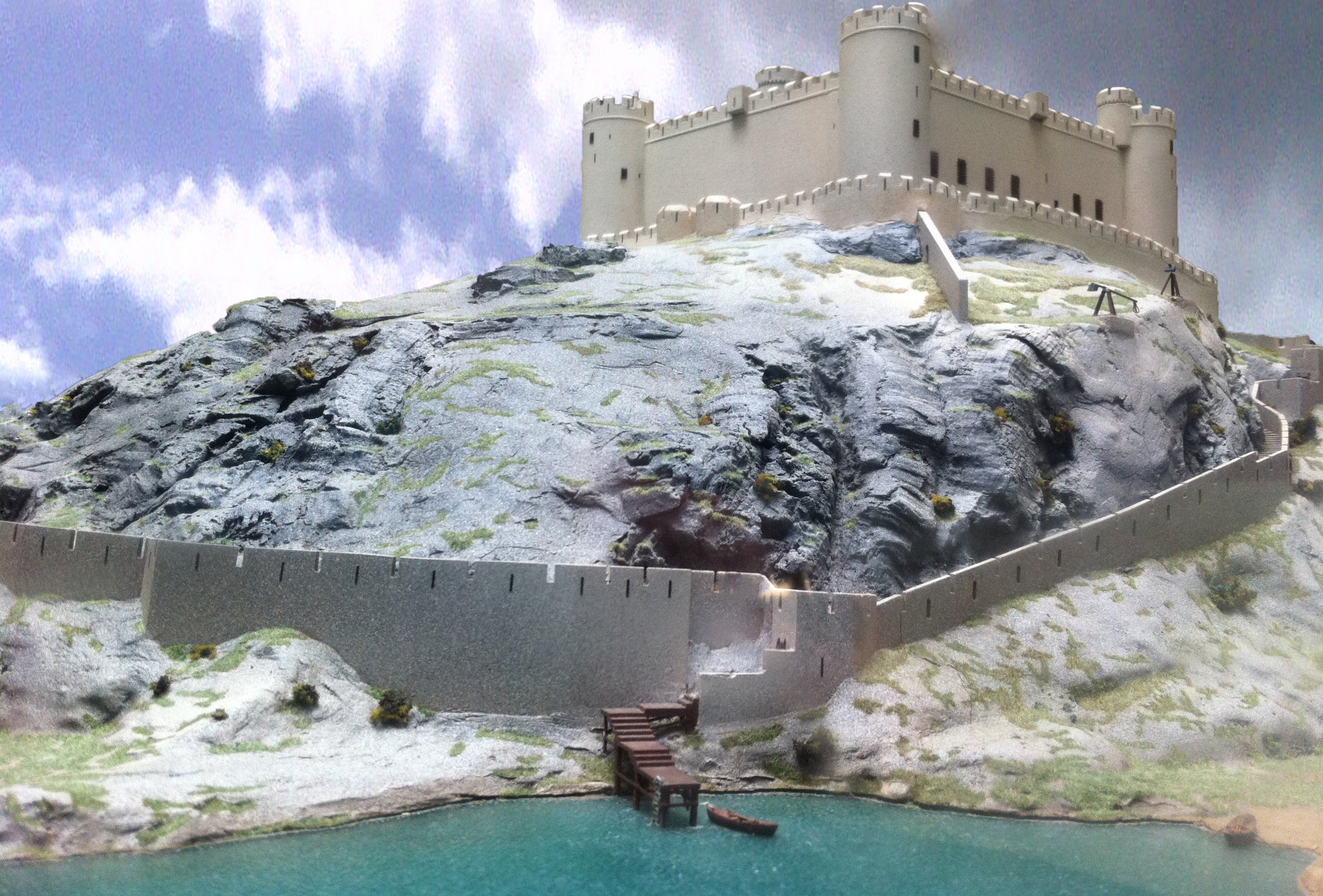
할렉 성의 그래픽 복원도.

〈할렉의 사나이들〉, 또는 〈할렉의 사나이들의 행진곡〉(웨일스어: Rhyfelgyrch Gwŷr Harlech)는 전통적으로 1461년 ~ 1468년동안 있었던 할렉 성 공성전을 묘사한다고 알려진 군대 행진곡이다. 이 전투는 영국 제도 역사상 가장 긴 공성전이었고, 그 기간을 가리키는 “7년 동안”(Through Seven Years)이 이 노래의 다른 제목이기도 하다. 〈할렉의 사나이들〉은 웨일스 전통 문화에서 중요한 위치를 차지해 왔으며, 1964년 영화 《줄루》(Zulu)에 등장한 이래 세계적으로도 유명해졌다.

## 가사
수많은 버전의 〈할렉의 사나이들〉이 구전되어 왔으며, 공식적으로 정해진 가사는 없다. 아래 가사는 1873년에 출판된 버전이다.

### 존 옥슨포드 버전 (1873년)
| Verse 1 Men of Harlech, march to glory, Victory is hov'ring o'er ye, Bright-eyed freedom stands before ye, Hear ye not her call? At your sloth she seems to wonder; Rend the sluggish bonds asunder, Let the war-cry's deaf'ning thunder Every foe appall. Echoes loudly waking, Hill and valley shaking; 'Till the sound spreads wide around, The Saxon's courage breaking; Your foes on every side assailing, Forward press with heart unfailing, 'Till invaders learn with quailing, Cambria ne'er can yield! | Verse 2 Thou, who noble Cambria wrongest, Know that freedom's cause is strongest, Freedom's courage lasts the longest, Ending but with death! Freedom countless hosts can scatter, Freedom stoutest mail can shatter, Freedom thickest walls can batter, Fate is in her breath. See, they now are flying! Dead are heap'd with dying! Over might hath triumph'd right, Our land to foes denying; Upon their soil we never sought them, Love of conquest hither brought them, But this lesson we have taught them, "Cambria ne'er can yield!" |

해석
| 1절 할렉의 사나이들아, 영광스럽게 행진하라. 승리의 여신이 우리 위를 보살피며, 자유의 여신이 눈을 반짝이며 우리를 기다린다. 그녀의 목소리가 들리지 않는가? 너의 태만 앞에 그녀는 망설인다. 굼뜬 노예근성을 산산조각내고, 전쟁의 울음으로 천둥처럼 귀를 울려라. 모든 적들이 질겁하고 메아리가 시끄럽게 일어서니, 구릉과 계곡이 진동한다. 그리고 그 소리가 널리 퍼져 나가면, 색슨 놈들의 용기는 무너지고 모든 방향의 적들은 공포에 시달린다. 변치 않을 마음으로 앞으로 압박해 들어가라. 그리하면 침략자들은 겁을 먹고 알게 되리. 캄브리아는 굴복하지 않을 것이다! | 2절 그대, 고귀한 캄브리아를 넘보는 자여, 아는가, 자유의 이상은 가장 강력하며, 자유의 열망은 가장 질기기에, 죽음으로만 끝낼 수 있다는 것을! 자유 앞에 무한한 적들이 흩어지고, 자유 앞에 굳센 갑옷이 흩어지고, 자유 앞에 두터운 벽도 무너지니, 운명의 여신의 숨결이 여기 있노라. 보라, 저들이 도망치는 것을! 죽어가는 죽음이 더미로 쌓인다! 강대한 힘으로 승리의 권리를 쟁취하고, 우리의 땅은 적들을 거부한다. 우리는 저들의 흙을 원한 적이 없으나, 정복의 즐거움이 저들을 이리로 데려왔으니, 우리는 저들에게 이것을 가르쳐 주리라. 캄브리아는 굴복하지 않을 것이다! |